# Конотопська відьма (фільм, 2024)
«Конотопська відьма» — український містичний фільм жахів 2024 року режисера Андрія Колесника, продюсерки Ірини Костюк і сценариста Ярослава Войцешека. Композитором став Олександр Чорний, за кастинг відповідала Олена Шляхова. Візуальні ефекти створила команда Postmodern Postproduction. Художницею з костюмів була призначена Ірина iSky, військова фотографка 59 бригади ім. Якова Гандзюка. Саундтреком до фільму стала пісня Злати Огнєвіч.
Прем'єра фільму відбулася 22 серпня 2024 року — за два дні до Дня незалежності.

## Сюжет
Прадавня відьма з Конотопу давно зреклася власних чаклунських сил. Тепер вона живе звичайним життям з українським хлопцем Андрієм. Проте її мирне життя зазнає краху, коли розпочинається російське вторгнення в Україну, і місто частково захоплюють окупанти. Намагаючись врятувати кохану, Андрій гине в неї на руках. Жінка повертає власні сили та мститься загарбникам, жорстоко та нещадно.
Центральним символом фільму став «Відьмин оберіг „Шолом жаху“», що поєднує силу Відьми, руну «Шолом жаху» та елементи вишивки Сумського регіону, де знаходиться Конотоп. Ці символи наділені енергією, що викликає страх у супротивника і спонукає його до втечі.

## В ролях
| Актор                     | Роль                |
| ------------------------- | ------------------- |
| Тетяна Малкова            | Олена               |
| Тарас Цимбалюк            | Андрій              |
| Олена Хохлаткіна          | Євдокія             |
| Павло Вишняков            | Ровний              |
| Іван Шаран                | Бандос              |
| Ярослав Шахторін          | Картавий            |
| Артем Сагітов             | Уфа                 |
| Сергій Сосновцев          | Русік               |
| Владислав Вербицький      | Калаш               |
| Ростислав Фоменко         | Заєць               |
| Микита Слободенюк         | Малий               |
| Микола Головчак           | Сич                 |
| Сергій Аніпченко          | Каток               |
| Данііл Кіно               | Рижий               |
| Французький бульдог Чарлі | Оззі                |
| Ірина Рождественська      | Жінка на велосипеді |
| Олександра Панкова        | Катя                |
| Віктор Жданов             | Старий              |
| Маргарита Любомська       | Сусідка             |
| Володимир Ращук           | Військовий ЗСУ      |
| Даніель Салем             | Військовий ЗСУ      |
| Назар Грабар              | Військовий ЗСУ      |
| Олександр Печериця        | Військовий ЗСУ      |
| Ернест Любарчук           | дитина              |

## Виробництво
Фільмування розпочалося 23 листопада 2023 року. Автори фільму були натхненні давньоукраїнськими легендами та віруваннями та реальним випадком, коли на початку російського вторгнення 2022 року конотопчанка кляла окупантів, що «в Конотопі кожна друга — відьма». Тизер фільму вийшов 22 червня 2023 року.

## Касові збори
За 14 тижнів в українському прокаті на фільм було придбано 358 627 квитків, а касові збори досягли 57 443 591 грн. Завдяки цьому здобутку стрічка увійшла в ТОП-3 усіх фільмів жахів за всю історію українського кінопрокату. 
За 2024 рік фільм «Конотопська відьма» посів дев’яту позицію в топ-10 українського кінопрокату.

## Похідні товари
Наприкінці 2024 року в продажі з'явилася однойменна карткова настільна гра за мотивами фільму, випущена видавництвом Rozum. Її автор — Остап Гевко.